# Національна конвенція демократичної партії США (1880)

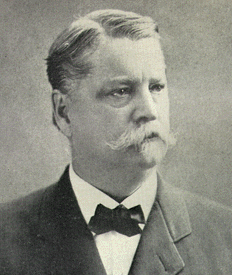
Вінфілд Генкок — кандидат у президенти від демократів

Демократична національна конвенція зустрілася 22 червня 1880 року, в Цинциннатському музичному залі в Цинциннаті, Огайо, на якій Вінфілда Генкока з Пенсільванії було висунуто кандидатом у президенти, а Вільяма Інгліша з Індіани було висунуто кандидатом на віцепрезидентську посаду на президентських виборах 1880 року в США.
Шестеро були офіційними кандидатами для посади на конвенції, і ще декілька отримали голоси та підтримку. З них лідерами були Генкок та Томас Баярд із Делаверу. Офіційно не кандидатом, проте дуже впливовою особою на конвенції був номінант 1876 року від демократичної партії Самуель Тілден із Нью-Йорка. Багато демократів вважали Тілдена нечесно знятим із президентської кампанії в 1876 і надіялися на його кандидатуру у політичній гонці 1880 року. Незважаючи на це, Тілден виступив двояко щодо його бажання брати участь у ще одній кампанії, провокуючи деяких делегатів зрадити інших кандидатів, поки решта залишалися лояльними до своїх попередніх обранців.

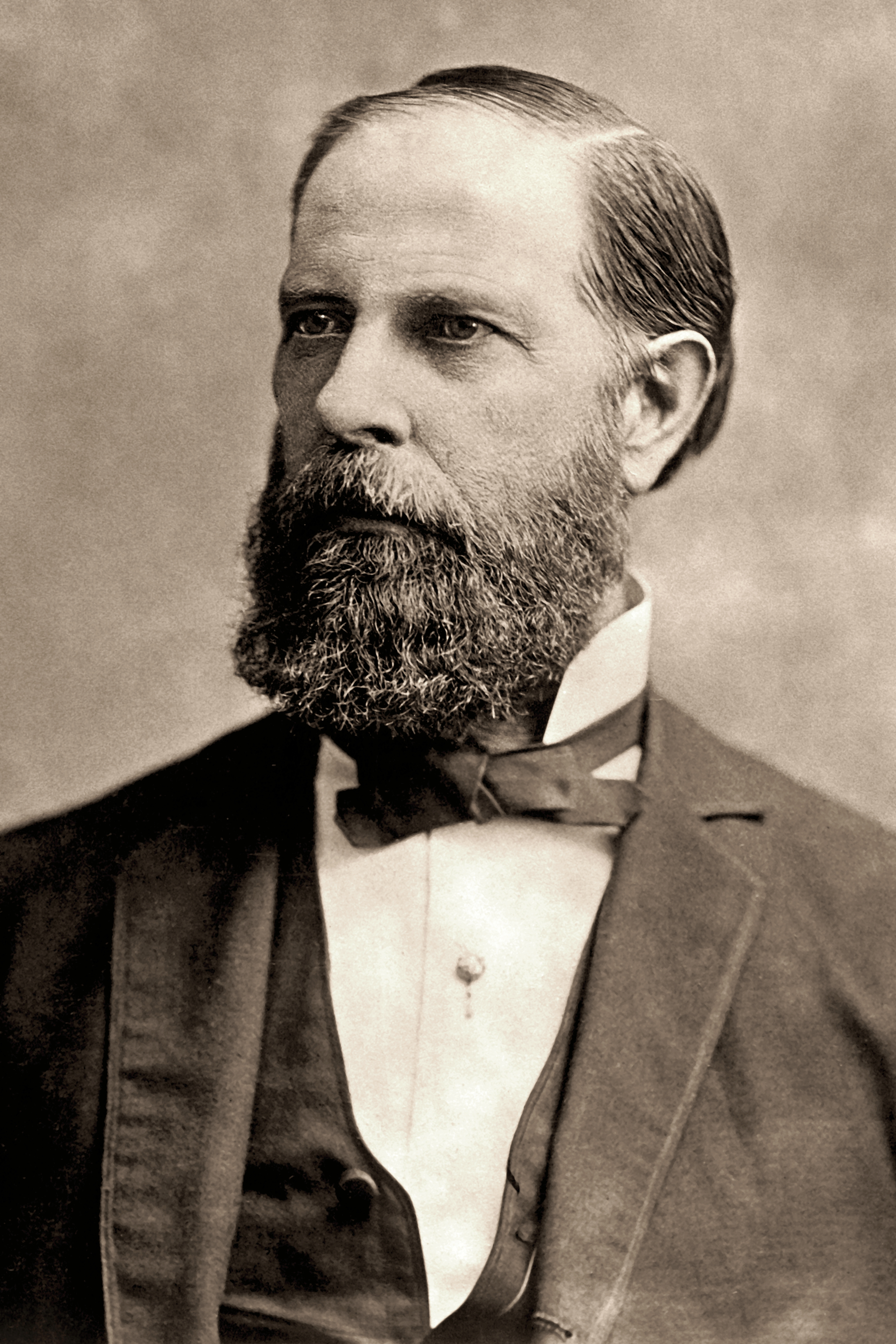
Вільям Інгліш — кандидат у віце-президенти від демократів

З часу відкриття конвенції деякі делегати відстоювали позицію Баярда, консервативного сенатора. Водночас інші підтримували Генкока, солдата-кар'єриста і героя Громадянської війни. Однак інші представники трималися людей, що були потенційними для заміни Тілдена, включаючи Генрі Пейна з Огайо, юриста і колишнього представника, і Самуеля Рендолла з Пенсільванії, спікера палати представників Сполучених Штатів. Перший тур балатування був безрезультатним. Перед другим туром, виліт Тілдена з кампанії став очевидним, і делегати трималися коло Генкока, котрий був номінованим. Інгліш, консервативний політик зі свінг-штату, був номінований на віцепрезидента. Генкок та Інгліш зазнали поразки у близькій гонці проти республіканців Джеймса Гарфілда і Честера Артура тієї осені. 

## Кандидати від партії та винесені проблеми
1876 року, республіканець Разерфорд Хаєс з Огайо переміг демократа Самюеля Тілдена з Нью-Йорку в найбільш суперечливих виборах у тогочасній національній історії. Спочатку результати зазначали перемогу демократів, але підсумки виборів у декількох штатах затримувалися через серйозні суперечки за лічені дні до інавгурації президента. Члени обох партій конгресу погодилися скликати двопартійну електоральну комісію, що остаточно оголосила Хаєса переможцем. Більшість демократів вірили, що у Тілдена фактично викрали президентство, і він став лідируючим кандидатом у номінації 1880 року. Незадовго, проблеми тарифної реформи і золотого стандарту розділили країну і основні партії. 
Валютна проблема відігравала велику роль в обранні кандидатів 1880 року, проте мала невеликий ефект на загальну виборчу кампанію. Основна тема дебатів полягала у базовій вартості долара США. Нічого окрім золотої та срібної монети було законним тендером у США до початку Громадянської війни, коли зростаючі витрати на війну змусили Конгрес видавати «зелені бакси» — доларові чеки, — що були закріплені урядовими облігаціями. Вони платили за війну, проте спровокували найгострішу інфляцію з часів Американської революції. Після війни, власники облігацій та інші кредитори (особливо на півночі) хотіли повернути золотий стандарт. Водночас, боржники (особливо на півдні і заході) користалися вигодою через інфляцію, яка скорочувала їхні борги, а працівники і деякі бізнесмени вподобали високу післяінфляційну кредитоспроможність. Проблема розповсюдилася між демократами і республіканцями. Встановлення людей з економічними амбіціями на важливі посади в обох партіях забезпечило простір для створення 1876 року третьої Грінбек партії. Валютні дебати загострилися коли конгрес ефективно 1873 року зняв з обороту срібло і почав викуповувати зелені бакси за золото до 1879, обмежуючи їх обіг. До конвенції 1880 року національні гроші закріплювалися лише золотом, проте проблема була ще далеко від вирішення.